# Robert I d'Alvèrnia
Robert I (?-?) fou comte d'Alvèrnia de 1016 a 1032.
Va succeir en el comtat al seu pare Guillem de Clarmont (Guillem V d'Alvèrnia) quan aquest va morir vers 1016. En aquest any apareix esmentat en una subscripció de la fundació de l'església de Sant Genis (St. Genès). La seva pietat no li va impedir apropiar-se dels béns de l'església d'Aydat, que fou obligat a restituir el 1022.
Es va casar amb Ermengarda d'Arle, filla de Guillem I de Provença i de Blanca d'Anjou, i fou el pare del seu successor Guillem VI d'Alvèrnia.